# Snooker

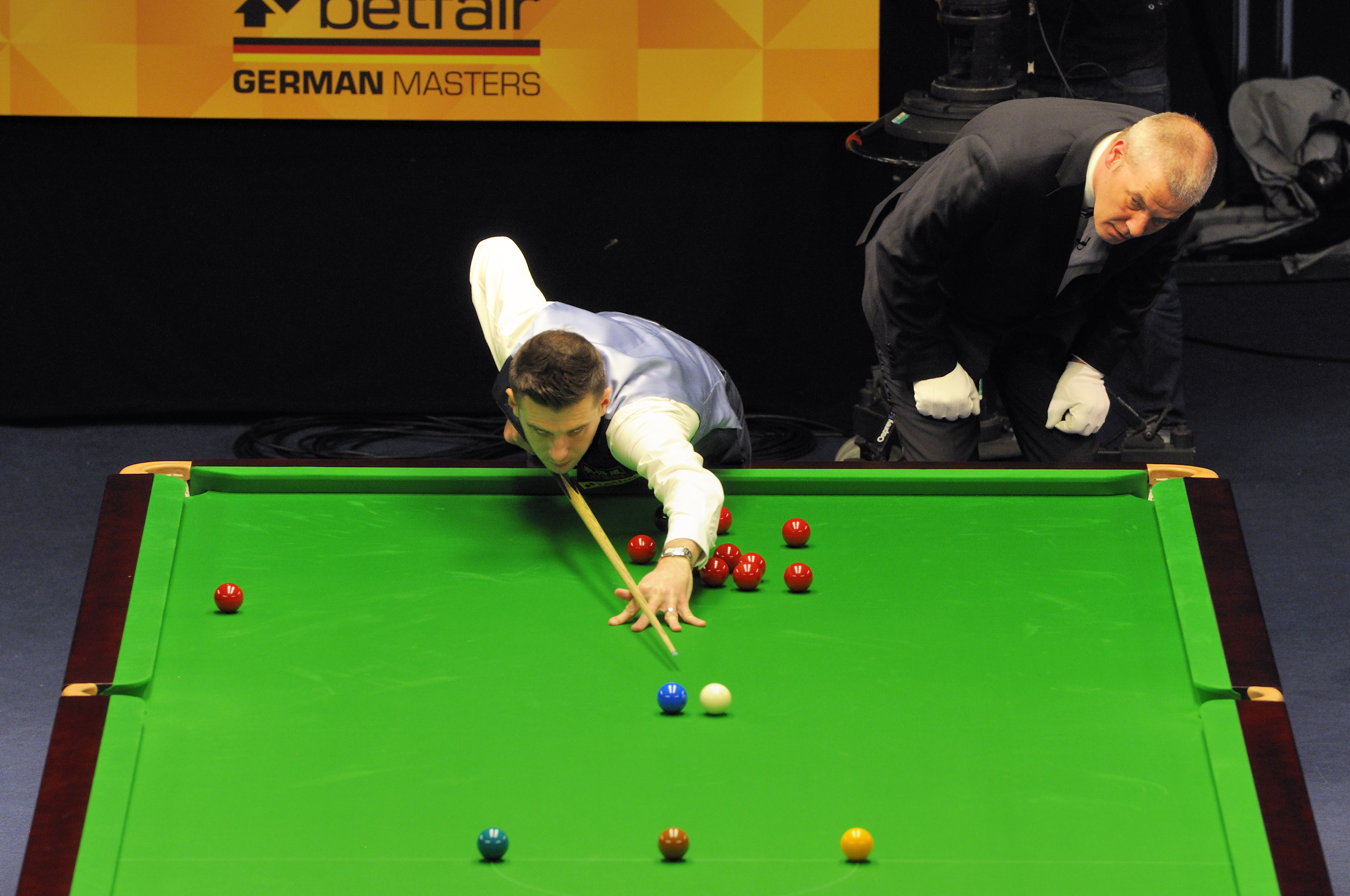
Jan Verhaas và Mark Selby tại giải Vô địch snooker Đức 2013

Môn chơi gồm cây gậy (cơ) đẩy những trái bi trên một mặt bàn, đang là môn thể thao thịnh hành ở nhiều nơi. Ở châu Âu, người ta bắt đầu chơi bida từ thế kỉ 13, trên những chiếc bàn bằng đất nện, xung quanh có bờ cỏ. Có tài liệu chép vào năm 1469, tức là 16 năm sau khi bị quân Thổ xâm chiếm, đã có bàn bida. Tuy nhiên, người ta vẫn chưa thống nhất được là bida ở nước nào đầu tiên. Riêng ở Pháp, sử sách ghi rõ: chiếc bàn bida bằng gỗ đầu tiên có từ thời vua Louis 11; tác giả là ông Henri de Vigue đã đóng cho vua chơi. (Viện bảo tàng Pháp còn lưu giữ hình ảnh chiếc bàn này)
Vào năm 1643, người Hà Lan đổ bộ lên New York (lúc đầu đặt tên là Tân Hà Lan) và du nhập bida vào đây. Chẳng bao lâu, các hội bida mọc lên khắp 2 miền Nam – Bắc Mỹ. Ở châu Âu, từ thế kỉ 17, ở Đức – Áo đã bắt đầu chơi bida; ở Bắc Âu thì bida vào Đan Mạch năm 1766, rồi qua Thuỵ Điển, Na Uy, Phần Lan.
Về phía Đông, cũng chính người Hà Lan đã chiếm Indonesia năm 1636 và đưa bida tới đây. Đến năm 1560 thì Nhật Bản được biết môn bida do các thủy thủ Hà Lan mang tới. Ngày nay, Nhật Bản là nước có nhiều CLB bida nhất và cũng đã sản sinh ra nhiều tay vô địch bida. Đứng đầu hiệp hội bida Nhật là ông Tsuneyoshi Takeda, một thành viên trong Ủy ban Olympic quốc tế.

## Lịch sử
Bida là một trò chơi ngoài trời trên nền đất có dùng bi và gậy từ thế kỷ 14. Sau đó người ta chuyển trò chơi này vào trong nhà. Có bằng chứng cho thấy bàn bida xuất hiện vào năm 1470, Vua Louis XI của Pháp đã mua một chiếc bàn như thế. Trò chơi này trở nên phổ biến trong các giới hoàng gia, Mary một Nữ hoàng của Scots trong thời gian chờ đợi hành hình vào năm 1586 còn phàn nàn rằng bà đã bị tịch thu cả bàn bida. Trò chơi này phổ biến ở những nơi công cộng và trong các nhà trọ. Năm 1591, nhà thơ người Anh Edmund Spenser đã lên án "balyards" như một thú tiêu khiển xa hoa.
Những quyển sách đầu tiên chỉ dẫn về trò chơi này được viết vào thế kỷ 17 tại nước Anh và Pháp. Vào thời gian đó người ta dùng một dụng cụ bằng gỗ để đẩy bóng cơ gọi là gậy chơi bida (mace), có đầu tù tựa vào bàn. Một hình cung nhỏ trên mặt bàn là bia. Trong thế kỷ 18, hình cung nhường chỗ cho túi lưới đựng bida, gậy (mace) được thay bằng cơ và chỉ được chống một tay. Người Anh đã hình thành nên một lối chơi mà sau đó gọi là bida Anh, kết hợp cả túi lưới và cú đánh liên tiếp nhiều bi (carom), lối chơi vẫn phổ biến đến tận những năm 1930. Người Pháp lại chỉ chú trọng vào kiểu đánh carom và đến giữa thế kỷ 19 họ mới chơi bàn không có lỗ.
Bida được xem là một trò chơi yêu cầu độ chính xác và nghệ thuật cao trong suốt giai đoạn đầu thế kỷ 19 sau khi xuất hiện một loạt những tiến bộ kỹ thuật như: sáng tạo ra loại đầu bịt bằng da, sử dụng phấn để tăng độ ma sát giữa đầu cơ và bóng cơ và dùng đá phiến để làm mặt bàn và băng bằng chất liệu cao su.

## Các loại hình Billiards & Snooker

### Snooker

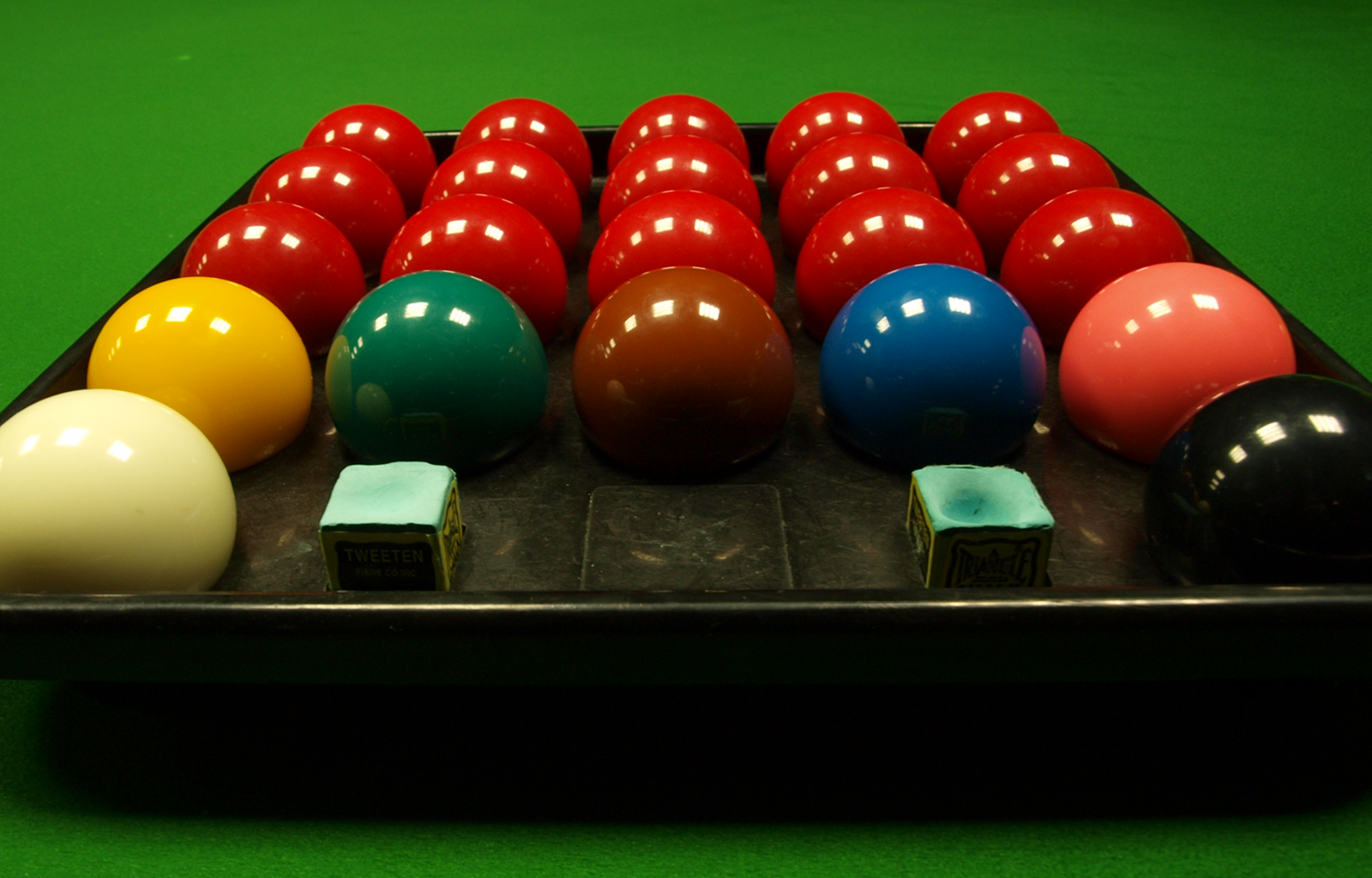

Môn snooker được đại tá Sir Neville Chamberlain phát minh ra ở Ấn Độ năm 1845 là một trò chơi tâm lý với những quy luật khá đơn giản. Các tay cơ phải đánh 15 quả đỏ lần lượt với 1 quả trong 6 quả màu khác vào lỗ. Mỗi quả đỏ được tính 1 điểm, những quả màu khác từ 2 đến 7 điểm.
- Snooker là trò chơi cơ phổ biến nhất ở nước Anh và các nước trước đây là một phần của Đế chế Anh. Bàn snooker điển hình có kích thước là 2x4 m (6x12 ft) gồm 6 lỗ.
- Bộ bi Snooker gồm 1 bi cái, 15 bóng mục tiêu đỏ không đánh số (gọi là bóng đỏ), 6 bóng mục tiêu màu không đánh số (gọi là bóng màu). Bóng đỏ: 1 điểm, vàng: 2 điểm, xanh lá cây: 3 điểm, nâu: 4 điểm, xanh da trời: 5 điểm, hồng: 6 điểm, đen: 7 điểm. Nội dung chơi là ai ghi được nhiều điểm hơn thì người đó thắng.
- Điểm có thể được ghi bằng 2 cách: từ lỗi của đối thủ hoặc ghi điểm trực tiếp. Muốn ăn một bi màu thì phải ăn một bi đỏ rồi mới được ăn một bi màu trong một lượt đánh. Nếu bi màu đã được đánh vào lỗ rồi thì lại được nhặt lên đặt vào vị trí ban đầu. Cứ ăn 1 đỏ rồi 1 màu, cứ như vậy cho đến khi nào không còn bi đỏ trên bàn thì người chơi bắt đầu đánh 6 bi màu nhưng phải theo thứ tự bi 2 điểm (vàng) đến bi 7 điểm (đen) và kết thúc ván.
Những quả đỏ vào lỗ sẽ được ở lại đó, còn các bi màu sẽ được để lại chỗ cũ khi vẫn còn bi đỏ trên bàn. Khi không còn bi đỏ, các viên bi màu sẽ được đánh vào lỗ theo trật tự điểm. Một ván được xem là kết thúc khi một bên giành số điểm áp đảo mà đối phương không thể đuổi kịp hoặc bi được đánh hết trên bàn.
Mỗi trận có 17 ván và có thể kéo dài 8 giờ. Các tay cơ sẽ di chuyển khoảng 5 km, và giảm chừng 4 kg.
Snooker là một phương trình với rất nhiều ẩn số trong đó tâm lý đóng một vai trò rất quan trọng. Các điều kiện ngoại cảnh khác như bụi, độ ẩm mặt nỉ cũng có thể thay đổi đường chạy của bi.
Nếu mặt trời chiếu vào bàn thì bi sẽ chạy nhanh hơn, nếu lạnh nó sẽ chuyển động chậm lại. Bởi vậy, các tay cơ chuyên nghiệp thường chơi trong phòng có rèm và ở nhiệt độ chuẩn 18'C. Mặt bàn được sưởi.
Trước mỗi trận đấu, người ta căng lại tấm nỉ. Hút sạch những hạt bụi nhỏ nhất. Các tay cơ chuyên nghiệp chơi với cơ gồm hai phần bằng gỗ sồi. Trong khi bi-a thông thường được chơi trong các CLB sặc khói thuốc lá, bia và rượu nặng thì snooker luôn có vị trí trang trọng trong các CLB Snooker.
Người chơi mặc smoking hoặc sơ mi, đeo nơ rất lịch sự. Ở Vương quốc Anh, Trung Quốc và Thái Lan, snooker được xem là môn thể thao quần chúng rất được ưa chuộng. Chỉ tính ở Anh có 350 giờ snooker được truyền hình/năm và xếp vị trí thứ 2 sau bóng đá.

### Billiards
Billiards bao gồm một nhóm các trò chơi trên bàn hình chữ nhật, bàn có chiều dài gấp đôi chiều rộng. Bi được đẩy bởi một cây gậy vót thon, đầu bịt da gọi là gậy bida (cơ). Đường viền xung quanh bàn là đường biên (băng), mà bi bật trở lại, làm bằng chất liệu cao su. Kích thước của bàn có chiều rộng từ 0.9 đến 1.8 m (3 đến 6 ft), chiều dài từ 1.8 đến 3.6 m (6 đến 12 ft). Bề mặt của bàn bằng phẳng, gọi là đệm, thông thường làm bằng đá phiến được bao phủ bằng lớp vải mịn êm, thường người ta bọc vải màu xanh. Một cơ điển hình dài 145 cm (57 in), nặng 538 g (19 oz) và kích thước của đường kính đầu bịt là 1.2 cm (0.5 in). Chất liệu của bi trước đây bằng ngà voi nhưng bây giờ làm từ tổng hợp các hợp chất cứng, kích cỡ từ 5 cm (2 in) đến 6 cm (2.4 in). Bi trắng mà người chơi đánh bằng đầu gậy cơ được gọi là bi cơ. Những viên bi còn lại có màu sắc được gọi là bi mục tiêu.

#### Pool
Pool, đôi khi gọi là bida túi lưới được chơi phổ biến nhất ở Mỹ và nhiều nước khác. Bàn pool nhỏ hơn bàn bida carom hoặc snooker và có 6 túi lưới. Kiểu chơi phổ biến nhất bao gồm 8 bóng, 9 bóng và 10 bóng, chơi luân phiên và pun đơn giản. Hai cơ thủ người Mỹ nổi tiếng là những cơ thủ chơi pun tự do là Ralph Greenleaf và Willie Mosconi, họ chơi thành công nhất ở giai đoạn nửa đầu thế kỷ 20.
Lối chơi 9 bóng đòi hỏi thủ thuật khôn khéo và cách đánh tinh xảo đã hấp dẫn khán giả hơn lối chơi pool tự do. Từ những năm 1970, lối chơi này dường như chỉ dành riêng cho những giải thi đấu chuyên nghiệp. Người ta sử dụng bi đánh số. Đầu tiên bóng cơ phải chạm vào bi đánh số thấp nhất, sau đó nếu có bi nào lọt xuống lỗ thì cơ thủ tiếp tục đánh những bi khác. Cơ thủ nào ăn được bi số 9 thì sẽ thắng. Lối chơi 10 bóng cũng tương tự.
Các cơ thủ nghiệp dư chơi ở những quán công cộng, các CLB tư nhân, tại nhà và trên các bàn nhỏ ở quán rượu tiêu tiền xu đã trở nên phổ biến rộng rãi vào những năm 1970, tại đây lối chơi 8 bóng được chơi phổ biến hơn cả. Lối chơi này sử dụng 15 bi đánh số liên tiếp. Một cơ thủ đánh bi mà được đánh số cao hơn số 8 còn đối thủ của anh ta đánh bi còn lại (có số nhỏ hơn số 8), người thắng cuộc là người phải thọc được tất cả số bóng của mình vào lưới rồi cuối cùng là bi số 8.
Bida 8 bóng được chơi trên bàn bida có 6 lỗ và với 15 bi (đánh số thứ tự từ 1 đến 15) được chia làm 2 nhóm. Nhóm màu là nhóm có số từ 1-7, nhóm khoang có số từ 9-15, còn bi số 8 là bi màu đen. Ngoài 15 bi mục tiêu còn có 1 bi cái màu trắng. Khi chơi, 2 người chọn 2 nhóm bi. Ví dụ, chọn nhóm khoang thì phải đánh hết các bi ở nhóm khoang (9-15) rồi sau đó mới được phép đánh bi số 8. Nếu ai ăn được bi số 8 thì người đó thắng. Định ăn bi số 8 lỗ nào thì phải chỉ lỗ ấy. Khi bắt đầu trò chơi, bi số 8 được xếp ở giữa, bi khoang và màu ở 2 đỉnh tam giác.
Bida 9 bóng được chơi trên bàn có 6 lỗ, gồm có 1 bi cái và 9 bi mục tiêu được đánh số từ 1-9. Ở mỗi lần đánh bi đầu tiên mà bi cái chạm vào phải là bi có số thấp nhất ở trên bàn và phải ăn lần lượt từ bi số 1 đến bi số 9. Nếu một người ăn được một bi thì lại được đánh tiếp và đối thủ nào ăn được bi số 9 thì người đó thắng. Bida 9 bóng lúc bắt đầu trò chơi, bóng được xếp như hình quả trám, bi số 9 ở giữa, bi số 1 ở điểm cuối (foot spot).

#### Billiard Carom
Là cách chơi billiards theo đó người chơi đánh bi của mình (bi chủ) chạm liên tiếp bi đỏ và bi của đối phương. Khi đánh cú khai cuộc, bi đỏ được đặt ở điểm cuối bàn (điểm giữa theo chiều dài bàn và cách băng cuối 71 cm), bi đối phương được đặt ở điểm đầu bàn (tương tự điểm cuối) và bi của đấu thủ khai cuộc được đặt cách ngang bi đối phương 18 cm (trái hoặc phải). Người đánh cú khai cuộc phải đánh bi chủ chạm vào bi đỏ trước tiên. Ở lần đánh tiếp theo có thể chạm bất cứ bi nào trước cũng được.
Bida carom thường được chơi trên bàn không túi lưới, kích thước là 1.5 x 3 m (5 x 10 ft), dùng hai bi cơ (mỗi bi cho một người chơi) và một hoặc hai bi mục tiêu. Đây được gọi là lối chơi bida tự do, hoặc đơn giản, lối chơi này được chơi rộng rãi nhất, một điểm được ghi bằng cách đánh bi cơ chạm vào bóng mục tiêu này đến bóng mục tiêu khác. Lối chơi khó hơn là carom băng, trước khi chạm một hoặc hai bi mục tiêu thì bóng cơ phải chạm nhiều hơn một lần vào thành bàn (băng). Lối chơi balkline là kiểu chơi trong đó người ta vẽ các vạch trên mặt bàn mà người chơi chỉ được phép chơi trong các giới hạn đó. Lối chơi khó nhất là bida 3 băng, trước khi chạm 1 hoặc 2 bi cơ phải chạm vào 3 băng trở lên. Bida tự do (đơn giản), mà vẫn rất phổ biến ở châu Âu, Mỹ La Tinh và châu Á, đã dần mất tính phổ biến ở Mỹ trong thời kỳ nước Mỹ bị chia cắt trước chiến tranh thế giới thứ hai (1939-1945). Nó được thay thế bởi lối chơi bida 3 băng. Ba người Mỹ là Jake Schaefer, Jr., Welker Cochran và Willie Hoppe đã thống trị lối chơi Balkline và 3 băng từ năm 1910 đến 1952. Sau đó Allen Gilbert trở thành cơ thủ hàng đầu. Trên trường quốc tế, Raymond Ceulemans người Bỉ là cơ thủ thống trị lối chơi 3 băng, anh giành được danh hiệu vô địch thế giới nhiều lần và được coi là một cơ thủ huyền thoại. Torbjorn Blomdahl người Thụy Điển trở thành cơ thủ chơi 3 băng xuất sắc nhất những năm 1990.
Billiard (Carom 3 băng)(3 cushion carom) - Trước khi chạm 1 hoặc 2 bi, bi chủ phải chạm ba lần vào băng - Khi 3 bi bị dính, bi được đặt lại thẳng hàng như sau: bi chủ đặt tại điểm đầu bàn, bi đỏ đặt điểm cuối bàn, bi đối phương đặt điểm giữa bàn (cách đều 2 bi kia)
Billiard (Carom 1 băng) (1 cushion carom) 
- Trước khi chạm 1 hoặc 2 bi, bi chủ phải chạm một lần vào băng (chạm vào thành bàn) 
- Người đánh bị mất lượt trong các trường hợp sau:
Bi rơi ra khỏi bàn
Bi văng lên rồi đứng yên trên thành bàn
Chân người đánh không chạm sàn
Quần áo hoặc bộ phận nào đó của cơ thể chạm vào bi
Chạm bi chủ 2 lần
- Nếu bi chủ dính bi mục tiêu thì bi chủ được đặt lại vào vị trí quy định và bi mục tiêu ở nguyên vị trí. Trong trường hợp điểm quy định đã bị mục tiêu khác choán chỗ thì bi choán chỗ phải được dời về vị trí quy định.Billiard (Libre) (Tự do) - Một bi chạm 2 bi còn lai dưới bất kỳ hình thức nào - Khi bi chủ bị dính vào một trong hai bi còn lại, đấu thủ sẽ tiếp cú đánh ở vị trí khai cuộc

## Kích thước bàn Billiard
Theo tiêu chuẩn thi đấu, mặt bàn billiards phải được làm bằng những phiến đá tự nhiên có bề dày tối thiểu 2,54 cm, không biến dạng trước sự thay đổi của nhiệt độ hay môi trường. Mặt bàn thường làm bằng 3 phiến đá ghép lại để dễ di chuyển cũng như điều chỉnh độ phẳng. Điểm bắt buộc là điểm nối giữa những phiến đá phải thật phẳng, sai số cho phép không quá 0,04mm. Để đảm bảo độ phẳng, mặt bàn chỉ được phép sai số giữa 2 đầu chiều dài là 0,4mm và 0,2mm theo chiều ngang. Ngoài ra, mặt bàn không được võng xuống quá 0,7mm khi có vật nặng 90 kg đặt lên trên. Mặt bàn được phủ 1 lớp vải với thành phần chính làm từ len và được căng đúng mức để không ảnh hưởng đến đường lăn của bi. Băng (mặt trong của bàn billiards) phải được làm bằng cao su đặc và chìm sâu khi thả xuống nước. Khi đánh mạnh, bi chạm băng bật ra phải không bị nhảy. Lớp vài bọc căng được kéo căng ở mức nhất định và lớp vải này phải nổi khi thả trên nước. Vải có chất lượng tốt phải có thành phần gồm 75% len và 25% nylon. Ngoài ra, bàn billiards còn phải đáp ứng một số tiêu chuẩn khác như bàn phải cao 75/80 cm, băng cao 3,6/3,7 cm, kích thước bàn lọt lòng 142x284cm, kích thước phủ bì 168x310cm. 

## Các loại bàn
Có hai loại bàn sau đây được chơi thịnh hành hơn cả:
- Loại bàn thứ nhất có lỗ hổng, những lỗ này gọi là các túi lưới để hứng bi, nằm ở các góc bàn và ở hai đầu trung tuyến đường biên bàn bida. Loại bàn thứ hai không có túi hứng bi. Đối với bàn có túi lưới, mục đích của người chơi là dùng cây gậy đánh bóng vào lưới.
- Loại bàn thứ hai là bàn không có túi lưới, người ta tính điểm bằng cách đánh bóng cơ bật liên tiếp vào những viên bi khác (Carom), đôi khi bi cơ bắt buộc phải chạm vào thành bàn. Các trò chơi Carom của bàn không có túi lưới rất thịnh hành ở châu Âu, châu Mỹ La Tinh, và châu Á. Các trò chơi của bàn có túi lưới, bao gồm cả lối đánh pool, lại thịnh hành ở những nước nói tiếng Anh.

## Các tay cơ nổi tiếng

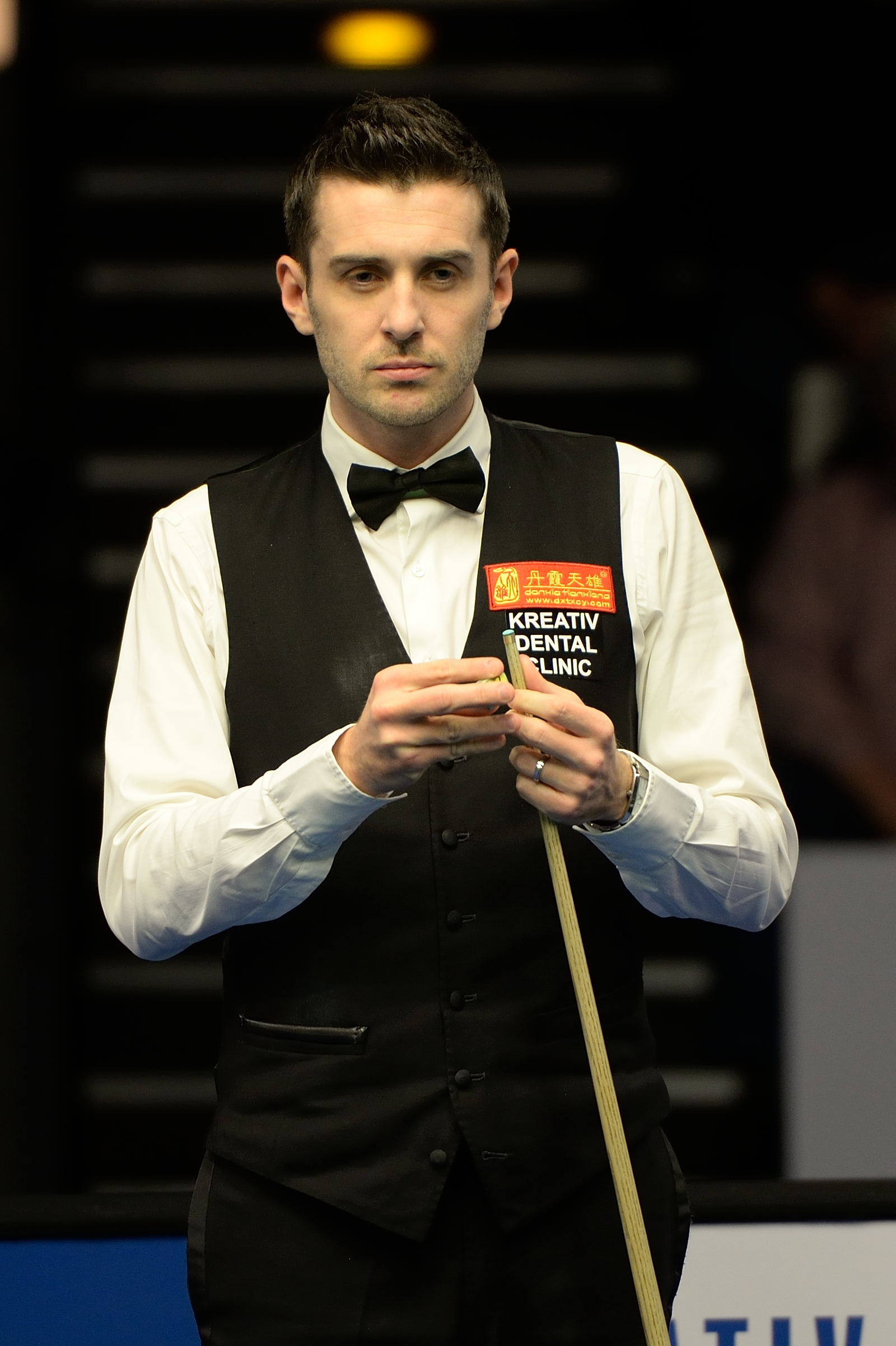
Mark Selby thắng giải vô địch bi-a snooker thế giới 2017

### Quốc tế
Cơ thủ snooker huyền thoại là Joe Davis người Anh, ông nghỉ hưu vào năm 1946 sau 20 năm bất bại. Ông ghi được 100 điểm hoặc 687 lần thọc bi vào lưới. Sau đó, Horace Lindrum người Úc đã phá vỡ kỷ lục của ông. Sang thập niên thứ nhất của thế kỷ 21, cơ thủ O'Sullivan là số 1 vương quốc Anh và thế giới ở thể loại này. O'Sullivan đã vô địch toàn Anh và thế giới nhiều lần từ năm 2000 đến nay, ông cũng đã đi tour đấu khắp nơi trên thế giới. Người ta gọi ông là Pele của snooker, ông đã 5 lần vô địch thế giới snooker và kiếm được hơn 10 triệu bảng Anh tiền thưởng. Đáng chú ý là ông có tour giao hữu với nữ cơ thủ xinh đẹp số 1 Đài Loan - Pan Xiaoting ở thể loại billiard 9 pool cũng như snooker sở trường.

### Việt Nam
- Lê Trọng Ngọc 5 HCV
- Lê Dũng 2 HCV
- Phạm Thanh Thủy 1 HCV
- Phạm Hoài Nguyên 1 HCV
- Phạm Hoài Nam 1 HCV
- Nguyễn Trọng Kiên 2 HCV
- Nguyễn Thành Long 2 HCV

Trò chơi billiard đã xuất hiện trên thế giới hơn một nửa thế kỷ nay. Tại Việt Nam thời Pháp thuộc đã xuất hiện các bàn billiard Pháp (3 bi) trong các Câu lạc bộ sĩ quan để tầng lớp thượng lưu và các sĩ quan giải trí.
Trước thời kỳ 86-87 ở Việt Nam phong trào billiard tồn tại mang tính tự phát chủ yếu nhằm phục vụ mục đích giải trí, ở phía bắc phổ biến chơi billiard lỗ (pool). Ở phía nam thì phổ biến loại hình Bi-da (caroom).
Cuối năm 1996, ông Hoàng Vĩnh Giang, giám đốc sở thể dục thể thao đi công tác ở nước ngoài mang tài liệu về Việt Nam với ý tưởng đưa trò chơi này phát triển thành một môn thể thao cho người Việt
Người được giao trọng trách này là ông Đoàn Đức Đính, một người lúc đó là chủ một Câu lạc bộ tập hợp rất nhiều cơ thủ giỏi của Hà Nội.
Ngay khi bộ môn Billiard-Snooker được thành lập, giải Seagame 19 tại Indonesia Billiard-Snooker Việt Nam ra quân thành công rực rỡ với 1HCV của Lý Thế Vinh, 1HCB của Dương Hoàng Anh và 2HCĐ của Đặng Đình Tiến và Lê Phúc Lợi. Sau những thành công ngoài mong đợi của lần đầu tiên ra quân Billiard-Snooker Việt Nam đã được nhà nước mạnh dạn đầu tư và gạt hái được rất nhiều thành tích tại các giải quốc tế:
- 1HCĐ tại SEA Games 21
- 1HCV, 1HCB tai ASIAD 2002;
- 4HCV, 3HCB, 1HCĐ tại SEA Games 22
- 5HCV, 4HCB, 1HCĐ tại SEA Games 30